# Bichlbach
Bichlbach é um município da Áustria, situado no distrito de Reutte, no estado do Tirol. Tem 30,62 km² de área e sua população em 2019 foi estimada em 781 habitantes.